# Walburga Gmür
Ida Marianne Walburga Gmür (* 23. April 1902 in Weimar; † 9. Dezember 1974 in Zürich) war eine Schweizer Schauspielerin.

## Werdegang

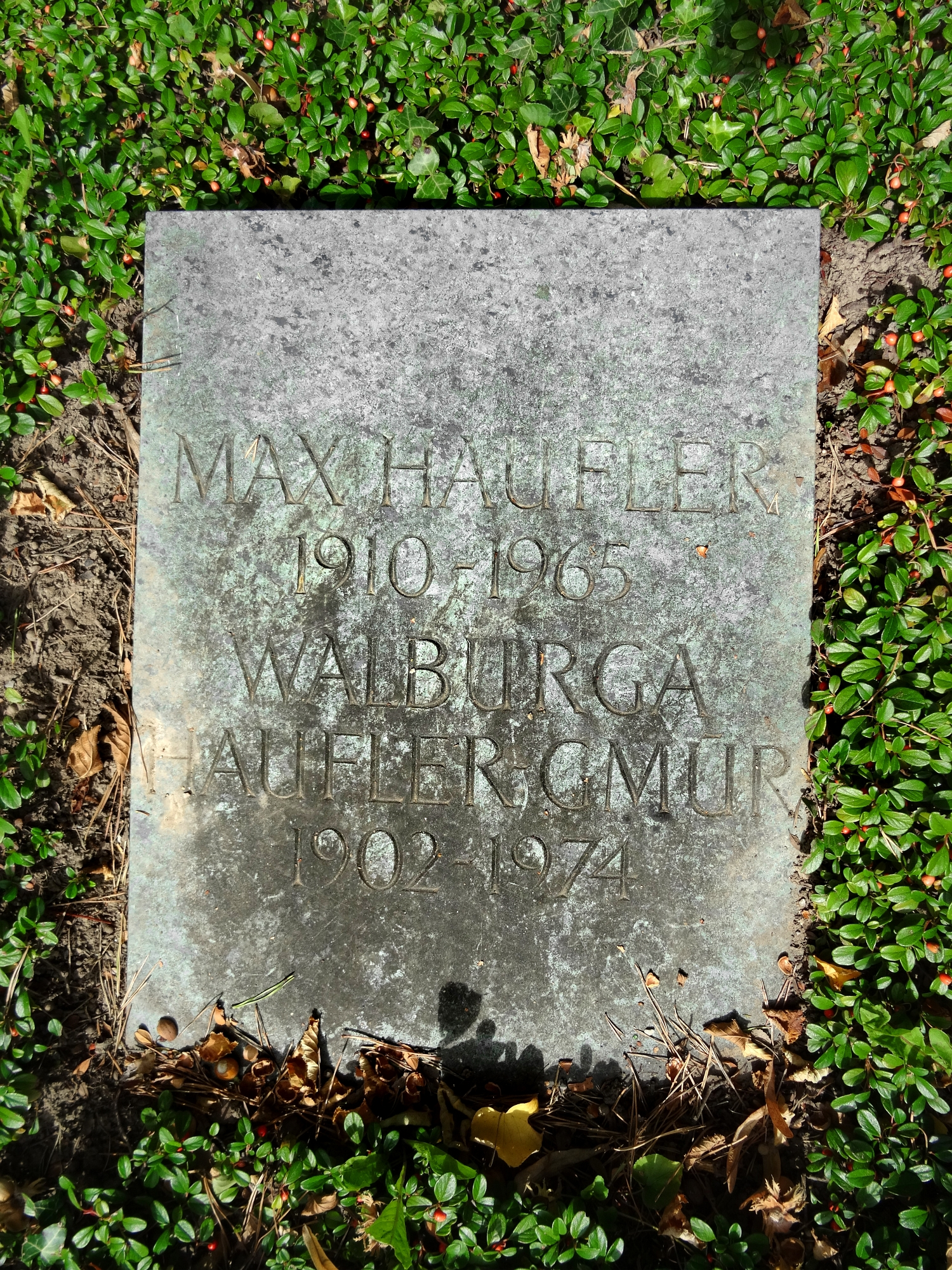
Grab, Friedhof Rehalp, Zürich

Walburga Gmür war die Tochter des St. Galler Kunstmalers, Sängers und Schauspielers Rudolf Gmür (1857–1921). Als Theaterschauspielerin debütierte Walburga an der Seite von Elisabeth Bergner und war u. a. bei Erwin Piscator unter Vertrag. Gastspielreisen führten sie durch Deutschland, den Balkan und die Sowjetunion. Durch die schwierigen politischen Verhältnisse in Deutschland arbeitslos geworden, ging sie in die Schweiz.
Ihre Theaterlaufbahn setzte sie dort mit Gastspielen am Schauspielhaus Zürich, am Stadttheater Luzern und am Bernhard-Theater in Zürich sowie mit weiteren Gasttourneen fort. Es folgten Filmangebote im Schweizer Dialektfilm. Sie wurde zumeist in Kleinst- und Nebenrollen besetzt. Das Engagement am Landestheater Darmstadt und an den Städtischen Bühnen Dortmund führten zur Rückkehr nach Deutschland.
Walburga Gmür war seit 1935 die Lebensgefährtin von Max Haufler, den sie 1951 heiratete. Die Ehe hielt bis 1964. Ihre letzte Ruhestätte fand sie auf dem Friedhof Rehalp in Zürich.

## Filmografie
- 1931: Feind im Blut
- 1939: Farinet – Die sanfte und die wilde Freiheit (Farinet ou l'or dans la montagne)
- 1941: Das Menschlein Matthias
- 1941: Extrazug – Chum lueg d’Heimet a
- 1941: Me mues halt rede mitenand, Emil!
- 1941: Romeo und Julia auf dem Dorfe
- 1941: De Hotelportier
- 1942: Der Kegelkönig (De Chegelkönig)
- 1942: Der Schuss von der Kanzel
- 1944: Postlagernd 212
- 1944: Marie-Louise
- 1947: § 51 – Seelenarzt Dr. Laduner (Matto regiert)
- 1948: Nach dem Sturm
- 1951: Wahrheit oder Schwindel?
- 1951: Der Geist von Allenwil
- 1952: Palast Hotel (Palace Hotel)
- 1952: Heidi
- 1953: Zwiespalt des Herzens (Die Venus vom Tivoli)
- 1953: Familie M Junior
- 1955: Heidi und Peter
- 1955: Polizischt Wäckerli
- 1956: S’Waisechind vo Engelberg
- 1959: Hinter den sieben Gleisen
- 1960: Der Herr mit der schwarzen Melone
- 1960: Anne Bäbi Jowäger – I. Teil: Wie Jakobli zu einer Frau kommt
- 1961: Anne Bäbi Jowäger – II. Teil: Jakobli und Meyeli
- 1962: Es Dach überem Chopf
- 1972: Der Fall